# Rivulus modestus
Rivulus modestus är en fiskart som beskrevs av Costa, 1991. Rivulus modestus ingår i släktet Rivulus och familjen Rivulidae. Inga underarter finns listade i Catalogue of Life.